# Take Five
Take Five ist der Titel eines erfolgreichen, ursprünglich instrumentalen Jazz-Musikstücks des Dave Brubeck Quartets in der Besetzung Paul Desmond (Altsaxophon), Dave Brubeck (Piano), Gene Wright (Bass) und Joe Morello (Schlagzeug); Produzent war Teo Macero. Es wurde im Jahr 1959 vom Saxophonisten Paul Desmond für das im selben Jahr erschienene Album Time Out im CBS 30th Street Studio in New York City komponiert. Toningenieur des für damalige Verhältnisse überaus brillanten – und bereits in Stereo produzierten – Albums war der aus München stammende Fred Plaut. Erst nach der Veröffentlichung als Single im Jahr 1961 avancierte es weltweit zum Evergreen. Die Single ist bis heute die meistverkaufte Jazz-Single.

## Entstehungsgeschichte

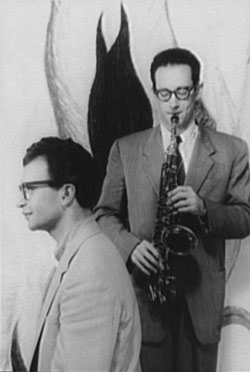
Dave Brubeck (links) mit Komponist Paul Desmond (1954, Foto: Carl van Vechten)

Dave Brubeck und sein Quartett hatten bisweilen eine Vorliebe für ungerade Taktarten entwickelt, und Take Five mit seinem 5⁄4- oder Blue Rondo A La Turk mit einem 9⁄8-Takt sind Beispiele dafür. Neben dem Rhythmus lebt das Stück von der eingängigen Melodie des Saxophonisten Paul Desmond. Als das Album Time Out, für das es geplant war, erscheinen sollte, bemerkte Brubeck, dass Paul Desmond und der Schlagzeuger des Quartetts, Joe Morello, in den Pausen miteinander im 5⁄4-Takt improvisierten. Brubeck beauftragte daraufhin Desmond, zur nächsten Probe ein Stück im 5⁄4-Takt zu schreiben. Bei der nächsten Probe meinte Desmond resignierend, dass er zwar zwei Themen hätte, aber ihm sei einfach keine Idee für ein ganzes Stück gekommen. Brubeck schlug vor, Desmonds zweites Thema als A-Teil zu nehmen und sein erstes als Bridge, und so ist Take Five entstanden. Die Komposition umfasst 24 Takte, ist in der Liedform ABA geschrieben und wird in moderatem Tempo mit Drive gespielt. Auch für Menschen, die sich sonst kaum für Jazz interessieren, ist sie ein Begriff und sie wurde für Brubeck zu einer Art Erkennungsmelodie. Gedacht war sie letztendlich als ein Stück für ein Schlagzeug-Solo, welches dann auch im Mittelteil des Stückes prominent vorgestellt wird. Die von Teo Macero produzierten Aufnahmesessions fanden am 25. Juni, 1. Juli und 18. August 1959 in den New Yorker Columbia Studios (30th Street) statt. Take Five entstand zusammen mit Strange Meadowlark am 1. Juli 1959, wobei der Komponist Paul Desmond den melodieführenden Hauptteil übernimmt.
Laut einem Bericht aus der Herald Tribune wurde Paul Desmond durch die Geräusche einarmiger Banditen in Reno zu dem Stück inspiriert: “It was the rhythm of the machine which influenced me, and I really only wrote the track to get the money back I lost that night.”
Den Titel erhielt das Stück durch den insbesondere für Jazzsongs ungewöhnlichen 5⁄4-Takt. Der Begriff take five wird im Jargon des amerikanischen Englisch als Idiom für „eine kurze Pause machen“ verwendet. Eine weitere Konnotation des Titels besteht in der umgangssprachlichen Bezeichnung einer Aufnahme als Take. Take Five wäre demnach der fünfte Versuch gewesen, das Stück aufzunehmen; allerdings hat man in Wirklichkeit lediglich zwei Takes benötigt.

## Veröffentlichung und Erfolg
Das Instrumentalstück erschien im Dezember 1959 mit sechs weiteren Tracks auf der LP Time Out, die bis auf Rang 2 der US-amerikanischen LP-Hitparade vordrang. Erst im August 1961 wurde als Single hieraus Take Five ausgekoppelt, die in Großbritannien bis auf Rang 5 der Pop-Charts emporkam und weltweit mehr als eine Million Mal verkauft wurde. Es war die bis dahin erste meistverkaufte instrumentale Jazzplatte. Im folgenden Jahr sang Carmen McRae (mit Brubeck) eine erste Version mit einem Text, den Brubeck mit seiner Frau Iola geschrieben hatte. Das Stück entstand als Live-Mitschnitt am 6. September 1961 im New Yorker „Basin Street East“.
Als Desmond im Jahr 1977 verstarb, hinterließ er die Rechte an Take Five und sein gesamtes Vermögen dem amerikanischen Roten Kreuz. Am 15. April 2011 berichtete Desmonds Testamentsvollstrecker Noel Silverman, dass die Tantiemen aus Take Five mittlerweile über sechs Millionen Dollar betrügen.

## Coverversionen und Werbenutzung
- Das Stück hat sich zum Jazzstandard entwickelt und wurde von verschiedenen Interpreten wie Monica Zetterlund, Chet Atkins, Augustus Pablo, Al Jarreau, George Benson, Helge Schneider, Quincy Jones, Grover Washington, Jr., The Specials, Moe Koffman, Yo-Yo Ma, Nigel Kennedy, Marc Ribot’s Ceramic Dog und Eric Singleton eingespielt. BMI listet 27 Versionen auf.[9]
- Mitte der 1960er Jahre produzierte das Automobilunternehmen BMW in Deutschland einige Werbefilme für sein neues 02er-Modell, die mit einer Coverversion von Take Five unterlegt waren.[10]
- Der Getränkehersteller Apollinaris nutzte Take Five in seiner Werbung für Tafelwasser.
- Das Hörfunkprogramm Radio Luxemburg (RTL) spielte von 1981 bis 1984 Take Five montags bis freitags um kurz nach 17:00 Uhr (umgangssprachlich „um fünf“) als Erkennungsmelodie seines Feierabendmagazins,[11] das ebenfalls Take Five hieß (moderiert u. a. von Viktor Worms).